# 超大陸

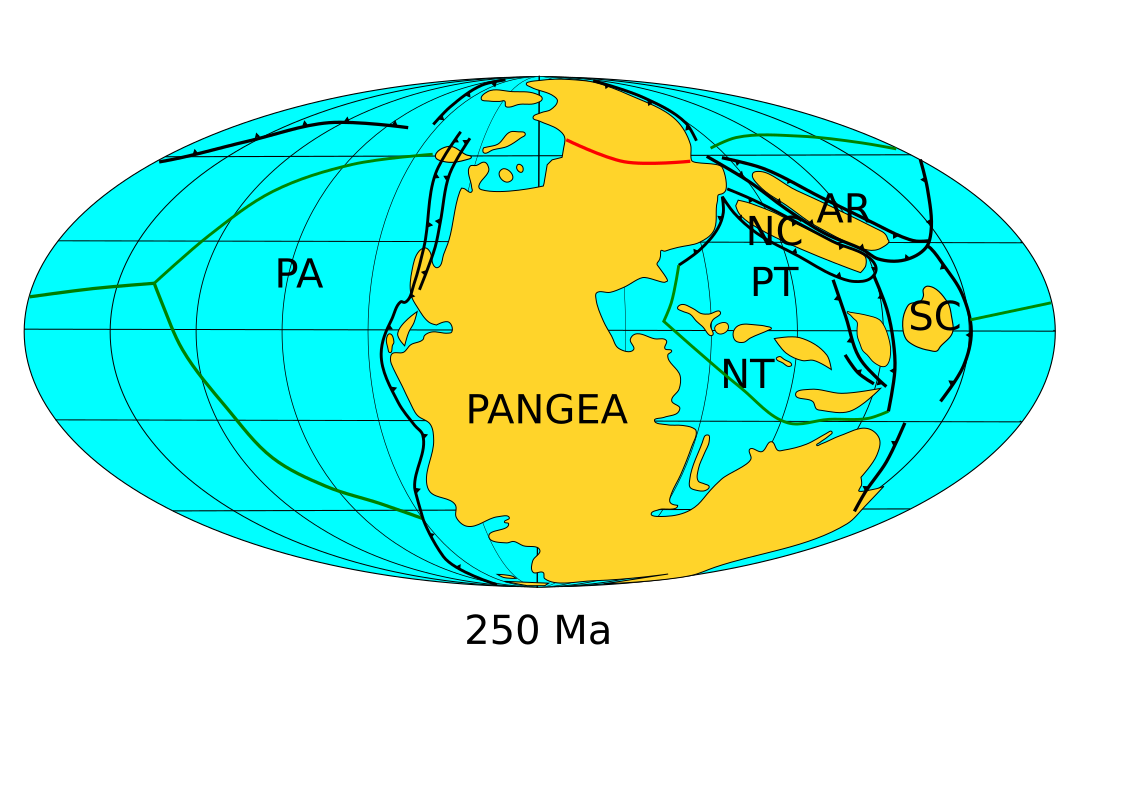
盤古大陸超級大陸，大陸位置位於二疊紀-三疊紀邊界，距今約250 Ma。 AR=阿穆里亞； NC=華北； SC=華南地區； PA=泛大洋； PT=古特提斯洋； NT=特提斯洋。 造山帶以紅色顯示。 俯衝帶以黑色顯示。 中洋脊以綠色顯示。

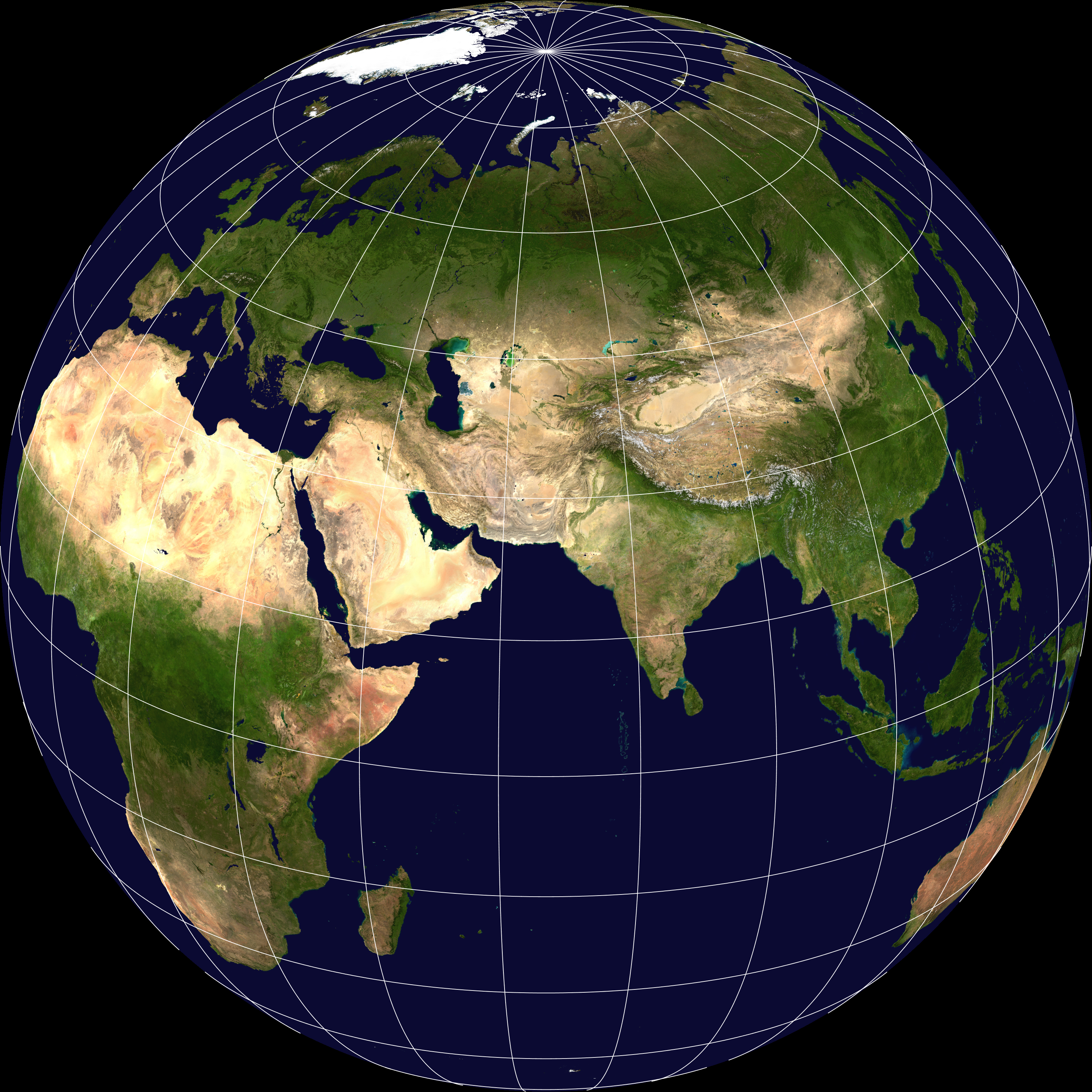
雖然不是超級大陸，但目前的歐亞非大陸佔地球陸地面積的約 57%。

超大陸（英語：supercontinent），一般定義為擁有一個以上陸核（continental core）或克拉通的大陸。
以下為地質年代中曾出現與可能形成的超大陸，依照時間順序排列：

## 貫穿地質歷史的超大陸
- 伊爾幹克拉通：44億-43億年前
- 瓦巴拉大陸：36億年前
- 科馬提地層：34億7500萬年前
- 烏爾大陸：30億年前
- 凱諾蘭大陸：27億年前
- 妮娜大陸：18億年前
- 哥倫比亞大陸：18億-15億年前[1][2]
- 羅迪尼亞大陸：11億-7億5000萬年前
- 潘諾西亞大陸：6億-5億4000萬年前
- 岡瓦那大陸：6億-3000萬年前
- 歐美大陸：3億年前
- 盤古大陸：3億-1億8000萬年前
- 勞亞大陸：3億-6000萬年前

## 現存超大陸
- 歐亞非大陸：500萬年前至今
- 美洲大陸：1500萬年前至今
- 歐亞大陸：6000萬年前至今

## 未來可能形成的超大陸
- 澳洲-歐亞非大陸：6000萬年後。澳洲大陸與東亞碰撞，將形成相當於喜馬拉雅山脈的造山運動。
- 澳洲-南極-歐亞非大陸：1億3000萬年後。南極大陸與澳洲-歐亞非大陸的南部碰撞。
- 終極盤古大陸：2億5000萬到4億年後，大西洋將消失。
- 阿美西亞大陸：相對於終極盤古的另一派學說，這派認為太平洋將消失，北美洲与亚洲大陆合并。
- 新盤古大陸：和阿美西亞大陸同样是太平洋将消失，但澳大利亚大陆和东亚合并、南极大陆向北方移动。

## 外部連結
- （英文）地球歷史 （页面存档备份，存于）
- （英文）板塊與地質年代